# Carl Reid
Carl Leonard Reid (* 14. Dezember 1950 in Hagersville, Ontario, Kanada) ist ein ehemaliger kanadischer anglikanischer Bischof und seit 2013 römisch-katholischer Geistlicher. Von 2019 bis 2023 war er Ordinarius des Personalordinariats Unserer Lieben Frau vom Kreuz des Südens.

## Leben
Carl Reid wurde 1951 in der Anglikanischen Kirche von Kanada getauft. 1973 erwarb er an der Queen’s University in Kingston einen Abschluss in Ingenieurwissenschaften, bevor er über das St. Bede’s Online Theological College das Studium der Theologie begann, das er mit dem Master of Divinity abschloss. 1988 wurde Reid zum Diakon und am 23. Juni 1990 zum Priester der Anglikanischen Kirche von Kanada geweiht. Am 27. Januar 2007 wurde er als Mitglied der Traditional Anglican Communion zum Bischof geweiht und wurde Suffraganbischof für das Gebiet Ottawa.
Am 15. April 2012 konvertierte Carl Reid von der Anglikanischen Kirche zur römisch-katholischen Kirche. Mit Zölibatsdispens empfing er am 26. Januar 2013 in der Kathedralbasilika Notre Dame durch den Erzbischof von Ottawa, Terrence Thomas Prendergast, das Sakrament der Priesterweihe für das Personalordinariat Kathedra Petri. Anschließend war er als Dekan der Saint John the Baptist Church und Rektor der Congregation of the Annunciation of the Blessed Virgin Mary tätig, bevor er 2014 Rektor der Congregation of Blessed John Henry Newman Church in Victoria, British Columbia wurde.
Am 26. März 2019 ernannte ihn Papst Franziskus zum Ordinarius des Personalordinariats Unserer Lieben Frau vom Kreuz des Südens. Er übt dieses Amt ohne Bischofsweihe aus, da Verheiratete in der katholischen Kirche nicht zu Bischöfen geweiht werden. Er hat die Erlaubnis gewährt bekommen die Pontifikalien, Mitra, Brustkreuz, Ring und Bischofsstab, in der gleichen Weise wie Äbte zu tragen. Die Amtseinführung fand am 27. August 2019 statt.
Papst Franziskus nahm am 21. April 2023 das von Carl Reid vorzeitig vorgebrachte Rücktrittsgesuch mit Wirkung zum 1. Juli desselben Jahres an.